# Luke Does the Midway
Luke Does the Midway  è un cortometraggio muto del 1916 prodotto e diretto da Hal Roach. Ha come interprete principale Harold Lloyd.

## Trama
Lonesome Luke è all'esposizione di San Diego.

## Produzione
La comica - un cortometraggio in una bobina - fu prodotta da Hal Roach per la Rolin Films.

## Distribuzione
Venne distribuito dalla Pathé Exchage nelle sale USA il 21 agosto 1916. Nel 1917, la Pathé Frères lo fece uscire in distribuzione anche in Francia.